# Heliconia sarapiquensis
Heliconia sarapiquensis är en enhjärtbladig växtart som beskrevs av G.S.Daniels och F.G.Stiles. Heliconia sarapiquensis ingår i släktet Heliconia och familjen Heliconiaceae. Inga underarter finns listade.

## Bildgalleri

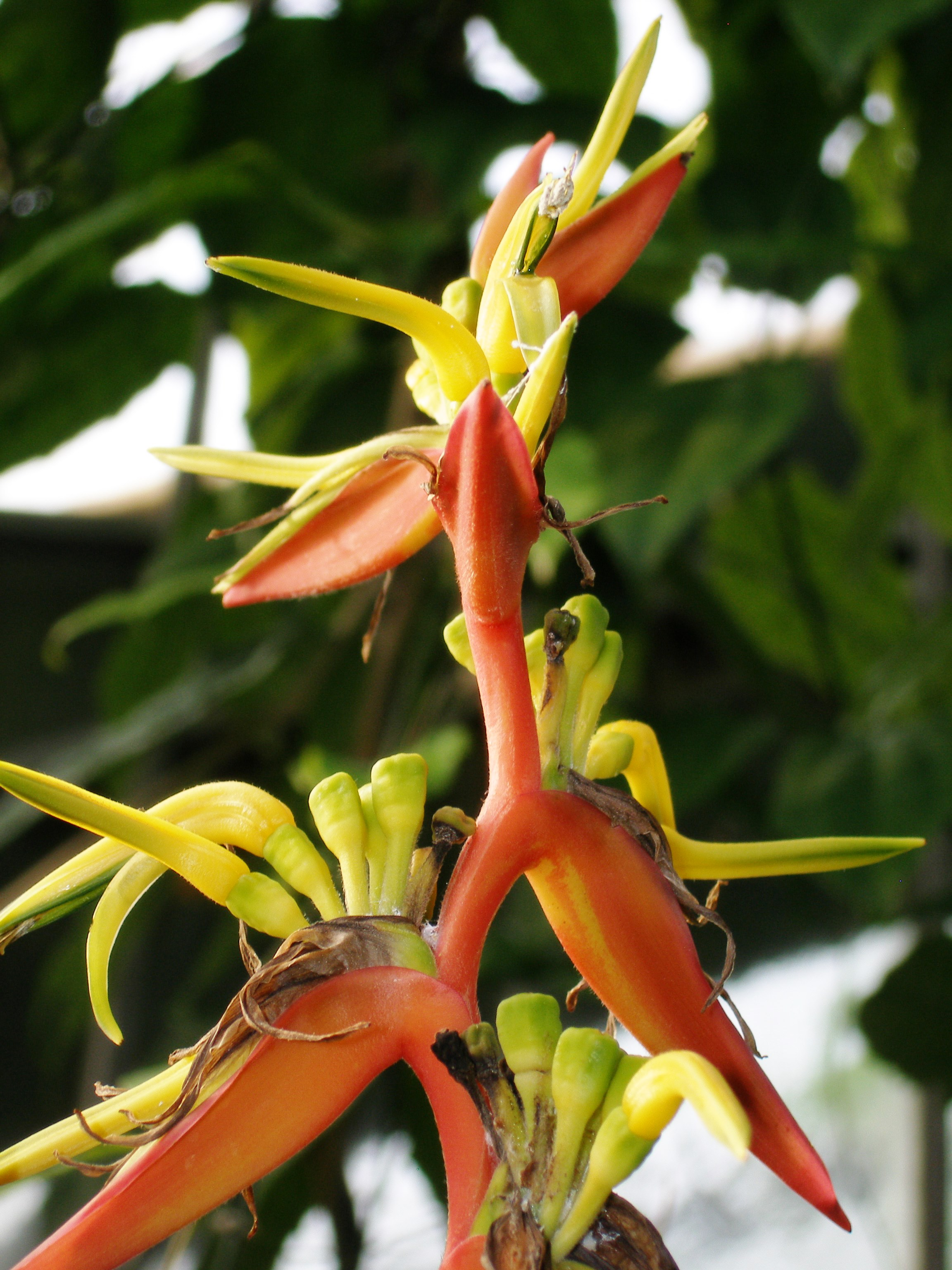